# Цазо
Цазо (Цацо, Тцацо, Цазон, Зано или Цано; ванд. Zazo, лат. Tzatzo, Tzatzon, Zanon, греч. ζάζο; 489 — 15 декабря 533, Трикамар) — принц вандалов, он был младшем сыном принца Гейлариса. Цазо был братом последнего короля вандалов и аланов Гелимера.

## Биография
По приказу своего брата Гелимера летом 533 года он отправился с армией, состоящей из 120 кораблей и 5000 человек, на Сардинию, чтобы подавить сепаратистские вылазки Годы, вандальского дворянина-ченовника, который управлял островом от имени короля.
Года, поощряемый и поддерживаемый сардинским народом, фактически объявил остров независимым от Карфагена, приняв титул «rex» (царь). В поисках помощи и союза он отправил письмо императору Юстиниану I, в котором заявил, что готы вступят в союз с таким справедливым правителем, как он, а не с таким тираном, как Гелимер.
Фактически, Юстиниан был раздражен захватом власти в 530 году Гелимером, лидером арианской фракции, который сверг своего двоюродного брата Хильдериха, раздражая дворянство вандалов своим обращением в католицизму. Восстановление антикатолической политики Гелимера означало, что восточный император выступил в роли защитника свергнутого короля, поддерживая захват Годой власти на Сардинии. Цазо с армией в 5000 человек быстро положил конец эфемерному Сардинскому королевству и его королю Годе, предположительно погибшему в битве, произошедшей под Кальяри.
Тем временем был готов византийский экспедиционный корпус из 16 000 солдат и 600 кораблей: одна часть во главе с Велизарием направилась в Африку, а герцог Чирилло с несколькими кораблями, на борту которых находилось 400 человек, направился в Кальяри. Наказав Году смертью, Цазо оставил небольшой отряд на Сардинии и вернулся на помощь Гелимеру в Карфаген, подвергшийся нападению византийцев.
Велизарий победил Гелимера 30 августа 533 года и занял Карфаген. Последняя попытка защиты Цазо и Гелимера оказалась бесполезной. Цазо погиб в битве при Трикамаре, а король Гелимер через некоторое время сдался, прося прощения у императора.
Тем временем герцог Чирилло осадил Кальяри, который еще сопротивлялся. Однако когда герцог показал вандалам отрубленную голову Цазо, защитники сдались.